# Jania decussatodichotoma
Jania decussatodichotoma (Yendo) Yendo, 1905  é o nome botânico de uma espécie de algas vermelhas pluricelulares do gênero Jania.
- São algas marinhas encontradas no México (Pacífico), Filipinas, Vietnã e algumas ilhas do Índico.

## Sinonímia
- Corallina decussatodichotoma Yendo, 1902